# Saint-Pierre-de-Bat
Saint-Pierre-de-Bat település Franciaországban, Gironde megyében. Lakosainak száma 282 fő (2022. január 1.). Saint-Pierre-de-Bat Gornac, Mourens és Porte-de-Benauge községekkel határos.

## Népesség
A település népessége az elmúlt években az alábbi módon változott:
| Lakosok száma | 256  | 264  | 251  | 304  | 316  | 318  | 308  | 289  | 288  | 282  |
|               | 1968 | 1982 | 1990 | 2006 | 2013 | 2015 | 2017 | 2019 | 2020 | 2022 |